# Latin Pop Songs
La Latin Pop Songs (nota anche come Latin Pop Airplay) è una classifica musicale statunitense curata e pubblicata dal settimanale statunitense Billboard. Include informazioni sulla musica latina e della musica pop solitamente in Spagna. È stata creata nell'ottobre del 1994, con Mañana, Mañana di Cristian Castro che è diventata la prima canzone a raggiungere il numero 1. La classifica include solamente singoli e tracce, e come diverse altre liste stilate da Billboard, si basa sull'airplay; i rilevamenti radiofonici vengono forniti dalla Nielsen Broadcast Data Systems, che controlla elettronicamente le stazioni radio in oltre 140 mercati lungo gli Stati Uniti.

## Record

### Artisti con il maggior numero di brani al numero 1
| Posizione | Artista          | Totale | Settimane al n. 1 | Canzoni al n. 1 (anno)/(settimane al n. 1) | Nota  |
| --------- | ---------------- | ------ | ----------------- | --- | ----- |
| 1         | Enrique Iglesias | 20     | 118               | "Si Tú Te Vas" (1995) "Por Amarte" (1996) "Enamorado Por Primera Vez" (1997) "Sólo en Tí" (1997) (10 weeks) "Miente" (1997) "Esperanza" (1998) "Nunca Te Olvidaré" (1999) "Bailamos" (1999) "Ritmo Total" (1999) "Héroe" (2001) "Mentiroso" (2002) "Quizás" (2003) "Dímelo" (2007) "¿Dónde Están Corazón?" (2008) "Cuando Me Enamoro" (Enrique Iglesias featuring Juan Luis Guerra) (2010) "I Like It" (Enrique Iglesias featuring Pitbull) (2010) "No Me Digas Que No (Enrique Iglesias featuring Wisin & Yandel) (2011) (2013) "Loco" (Enrique Iglesias featuring Romeo Santos) "El Perdedor" (Enrique Iglesias featuring Marco Antonio Solís) "Bailando" (Enrique Iglesias featuring Gente de Zona and Descemer Bueno) | [ 1 ] |
| 2         | Shakira          | 14     | 61                | "Estoy Aquí" (1996) (4 weeks) "Se Quiere, Se Mata" (1997) (2 weeks) "Ciega, sordomuda" (1998) (3 weeks) "Tú" (1999) (5 weeks) "Suerte" (2001) (14 weeks) "Que Me Quedes Tú" (2003) (3 weeks) "La tortura" (Shakira featuring Alejandro Sanz) (2005) (3 weeks) "Hips Don't Lie" (Shakira featuring Wyclef Jean) (2006) (2 weeks) "Te Lo Agradezco, Pero No" (Alejandro Sanz featuring Shakira) (2007) (3 weeks) "Loba" (2009) (11 weeks) "Lo Hecho Está Hecho" (2009) (1 weeks) "Gitana" (2010) (3 weeks) "Loca" (Shakira featuring El Cata) (2010) (7 weeks) "Mi Verdad" (2015) (... weeks) | [ 2 ] |
| 3         | Cristian Castro  | 11     | 36                | "Mañana" (1994) "Azul Gris" (1995) "Con Tu Amor" (1995) "Vuélveme a Querer" (1995) "Amarte a Ti" (1996) "Amor" (1996) "Lo Mejor de Mí" (1997) "Azul" (2001) "Cuando Me Miras Así" (2002) "Te Buscaría" (2004) "Amor Eterno" (2005) | [ 3 ] |
| 4         | Luis Miguel      | 10     | 65                | "El Día Que Me Quieras" (1994) "La Media Vuelta" (1994) "Todo y Nada" (1995) "Dame" (1995) "Sueña" (1996) "Por Debajo de la Mesa" (1997) "El Reloj" (1997) "O Tú O Ninguna" (1999) "Como Duele" (2002) "Te Necesito" (2003) | [ 4 ] |
| 4         | Ricardo Arjona   | 10     | 41                | "Desnuda" (2000) "Cuando" (2000) "El Problema" (2002) "Por Qué Es Tan Cruel El Amor" (2005) "Acompañame A Estar Solo" (2006) "Como Duele" (2008) "El Amor" (2011) "Fuiste Tú" (2012) "Te Quiero" (2012) "Mientras Tanto" (2012) | [ 5 ] |
| 5         | Ricky Martin     | 9      | 62                | "Vuelve" (1998) (3 weeks) "Perdido Sin Ti" (1998) (2 week) "Livin' la Vida Loca" (1999) (10 weeks) "Bella" (1999) (7 weeks) "Sólo Quiero Amarte" (2001) (7 weeks) "Tal Vez" (2003) (13 weeks) "Tu recuerdo" (Ricky Martin featuring La Mari and Tommy Torres (2006) (13 weeks) "Lo Mejor de Mi Vida Eres Tú" (2011) (Ricky Martin featuring Natalia Jiménez) (5 weeks) "Disparo al corazón" (2015) (4 week) | [ 6 ] |
| 6         | Chayanne         | 8      | 44                | "Solamente tu Amor" (1996) "Dejaría Todo" (1998) "Yo Te Amo" (2000) "Y Tú Te Vas" (2002) "Un Siglo Sin Ti" (2003) "Cuidarte el Amor" (2004) "No Te Preocupes Por Mi" (2006) "Si Nos Quedara Poco Tiempo" (2007) | [ 7 ] |

### Canzoni con il maggior numero di settimane al numero 1
- 2008 | No Me Doy por Vencido | Luis Fonsi | 30
- 2007 | Me Enamora | Juanes | 21
- 2001 | Suerte | Shakira | 14
- 2013 | Loco featuring Romeo Santos |   Enrique Iglesias | 14
- 2012 | Algo Me Gusta de Ti | Wisin & Yandel featuring Chris Brown and T-Pain | 12

### Brani che hanno debuttato al numero 1
| Singolo   | Artista      | Data           | Nota        |
| --------- | ------------ | -------------- | ----------- |
| "Tal Vez" | Ricky Martin | April 12, 2003 | [ 8 ] [ 9 ] |